# Asatori Katō
Asatori Katō (jap. 加藤朝鳥 Katō Asatori), właśc. Nobumasa Katō, ps. „Chōchō” (ur. 19 września 1886, zm. 17 maja 1938 w Tokio) – japoński pisarz, tłumacz.

## Życiorys
Był pisarzem. Został profesorem na uniwersytecie Risshō w Tokio. Redagował czasopismo „Echo” poświęcone tłumaczeniom. Propagował kulturę polską. Dokonał przekładów na język japoński dzieł literatury polskiej: Popioły Stefana Żeromskiego, Chłopów Władysława Reymonta (1937), Pożogę Zofii Kossak, nowele Wacława Sieroszewskiego, poezje Cypriana Kamila Norwida, Pana Tadeusza Adama Mickiewicza (z języka angielskiego, 1934), rozpoczął tłumaczenie Konrada Wallenroda.
Z angielskiego przetłumaczył również Przygody Sherlocka Holmesa (The Adventures of Sherlock Holmes) (1916).
26 października 1937 został wybrany członkiem honorowym Towarzystwa Polsko-Japońskiego.
Zmarł w czerwcu 1938 w Tokio.

## Odznaczenia
- Złoty Krzyż Zasługi,
- Złoty Wawrzyn Akademicki (7 listopada 1936)[5].